# Вар (річка)
Вар (фр.: [vaʁ] ( прослухати),Occitan: [ˈbaɾ]; італ. Varo; лат. Varus) — річка, розташована на південному сході Франції. Її довжина становить 114 кілометрів. Площа її водозбірного басейну становить 2 812 км2.
Вар протікає через департамент Приморські Альпи протягом більшої частини своєї довжини з короткою (~15 км) ділянкою в департаменті Альпи Верхнього Провансу. Це унікальний випадок у Франції, коли річка не протікає в департаменті, названому на її честь.
До початку XIX століття на річці не було мостів, вона слугувала природним кордоном між Францією та графством Ніцца, яке тоді входило до складу Королівства П'ємонт-Сардинія.

## Назва
Назва річки засвідчена латинською мовою як Vārus та давньогрецькою як Ouãros (Οὐᾶρος). Вона походить від індоєвропейського кореня *uōr- (раніше *uer-), що означає «вода, річка» (пор. санскр. vār, давньоскандинавське vari).

## Гідрографія
Річка Вар бере початок біля гори Коль-де-ла-Кайоль (2326 м.) у Приморських Альпах і тече в основному на південний схід до місця свого впадіння в Середземне море між Ніццою та Сен-Лоран-дю-Вар. Його головні притоки: Кіанс, Тіне, Везубі, Кулон, Естерон, Туебі, Шалвань, Барлатт, Бурду і Рудуль.
Вар протікає через такі департаменти та міста:
- Приморські Альпи: Гійом, Пюже-Теньє, Каррос, Сен-Лоран-дю-Вар
- Альпи Верхнього Провансу: Антрево